# La Main qui a tué

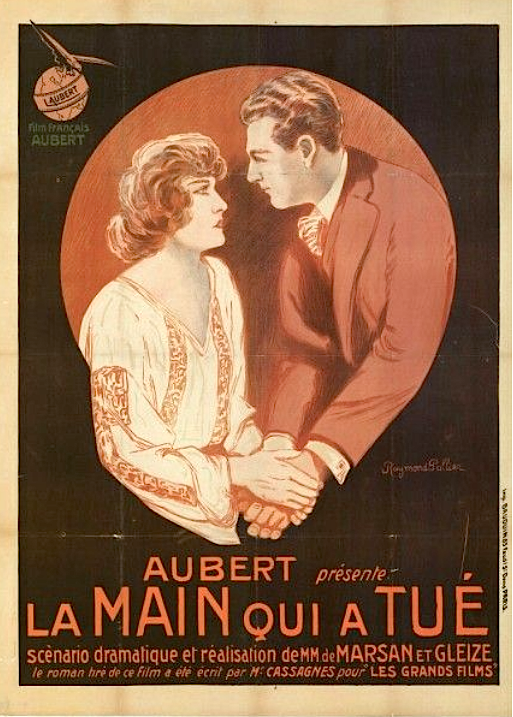
Affiche de lancement (1924) par Raymond Pallier.

La Main qui a tué est un film français réalisé par Maurice de Marsan et Maurice Gleize, sorti en 1924.

## Fiche technique
- Réalisation : Maurice de Marsan et Maurice Gleize
- Scénario : Maurice de Marsan d'après Paul Hervieu
- Production :  Belga Films
- Distributeur : Établissements Louis Aubert[1]
- Photographie : Léon De Boeck
- Durée :
- Date de sortie : 1924

## Distribution
- Gina Manès : Huberte de Pontault
- Henri Deneyrieu : Jacques de Chancé
- Jean d'Yd : Inspecteur Bréchet
- Cleo Dailly : Irène Doré
- Sylviane de Castillo : Comtesse de Chancé
- Hugues Mitchell : Fauvaître
- Henri Niel : Hawkins
- Paul Gerbault : Le juge